# Preppy

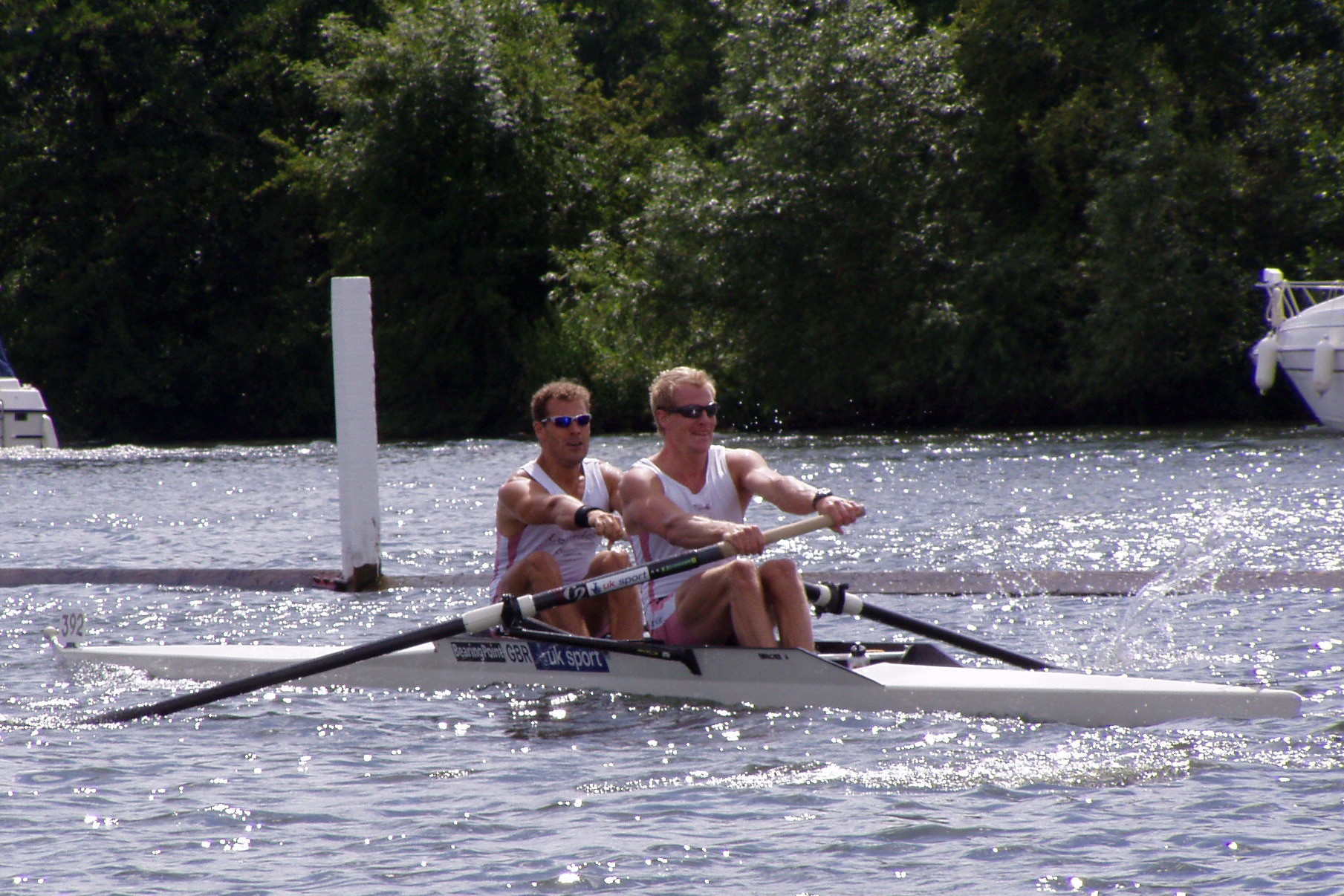
Remo, esporte habitualmente associado aos preppies.

Preppy, também grafado preppie, é um termo surgido nos Estados Unidos. Refere-se a uma tribo urbana tradicionalmente adotada por estudantes de colégios-preparatórios particulares do nordeste estadunidense e frequentadores das prestigiadas universidades dessa região. O termo preppy envolve características sofisticadas no vocabulário, na atitude, no vestuário e principalmente no estilo de vida de quem o adota. Essa palavra possui uma ideia cultural do mesmo modo que os hippies e yuppies tiveram na história.
O termo teve sua grande aparição nos anos de 1970 e 1980. Destacou-se primeiramente em 1970 com o filme Love Story, no qual a personagem interpretada por Ali MacGraw tinha características dessa tribo.
Para a língua portuguesa, podem, relacionalmente, considerar-se como pejorativos os termos patricinha e mauricinho (no Brasil) ou "queque" e "betinho" (em Portugal).

## A Tribo Urbana dosPreppies
A tribo tradicional dos preppies, ou preps, refere-se a pessoas de um alto nível social e econômico. Atualmente isso já não é mais regra, pois esse estilo, por meio da mídia, adequou-se a um modo de vida viável a níveis sociais e econômicos mais baixos, e a qualquer origem étnica. Tradicionalmente, os preppies frequentavam as faculdades preparatórias da elite, sendo ícones no que se refere à inteligência, capacidade atlética, sociabilização e saúde.
Nos desfiles, o estilo não está ligado aos exagerados designers da moda, mas sim às roupas e acessórios clássicos e conservadores. As marcas que vestem essa cultura são tais como o estilo destas: Brooks Brothers, J. Press, J.Crew, J. Mclaughlin, Polo Ralph Lauren, Lacoste, Vineyard Vines, Lilly Pulitzer, Patagónia e muitas outras.
No mais autêntico modo de vida dos preppies, existe uma maior preocupação com o lado econômico como, por exemplo, com os locais de passagem de férias da família - um fator muito importante para os preppies tradicionais. Eles costumam frequentar nas férias de verão locais como: São Pedro de Moel, Newport, RI; Bar Harbor, ME; Palm Beach, FL; Hilton Head Island, SC; Millbrook, NY; The Hamptons, NY; Block Island, RI; Nantucket, MA; Cape Cod, MA; Bald Head Island, NC and Martha's Vineyard, MA, e Kennebunkport, ME.

## Preppiestradicionais e atuais
Nos dias de hoje, a cultura preppy se modificou popularmente. Essa mudança foi causada principalmente pela mídia, que acabou quebrando alguns antigos padrões que eram ditados pelos partícipes tradicionais como, por exemplo, a necessidade de um alto nível social e econômico. Hoje em dia já não é mais preciso ter muito dinheiro para adotar esse modo de vida. Os mais antigos valorizavam, além do estilo da roupa e dos acessórios, o fator econômico, ou seja, o status. Sem esse status não era possível frequentar lugares nem manter relações com integrantes, logo não era possível ser reconhecido assim. Mas hoje é comum encontrarmos preppies que não possuem vínculos com as antigas tradições, já que essa tribo, agora, está ligada diretamente com a personalidade e com o tipo de roupa utilizada pelo indivíduo. Com essa mudança, o estilo de vida foi gradativamente perdendo padrões. Um exemplo são os lugares que atualmente frequentam, geralmente shoppings e academias. Isso difere dos mais tradicionais, que tinham obrigatoriamente um lazer mais luxuoso. Em suma as diferenças básicas entre os estilos são:
Preppies tradicionais: modo de vida inevitavelmente faustoso, valorizavam o status, a reputação da  família, os lugares de lazer.
Preppies atuais: modo de vida não necessariamente requintado, e a não obrigatória aquisição do poder econômico para a obtenção desse título social.
As semelhanças que prevalecem entre esses dois tipos são as roupas e acessórios, a personalidade e o modo de ver a vida, sempre com classe e educação.

## Estilo dosPreppies
Há vários esportes, roupas, bebidas e alimentos considerados preppy. Esse adjetivo denota bens utilizados pela tribo, e formam um dos fatores necessários, tanto atualmente, como tradicionalmente, para a adequação do indivíduo. Alguns dos esportes considerados preppy são: esgrima, natação, tênis, golfe, dentre outros. As bebidas destacadas pela tribo no livro The Official Preppy Handbook são gin, vinho, vermute, vodka e champanhe. A cor cáqui é bem característica desse estilo.